# 拉古尼利亚
拉古尼利亚，是西班牙卡斯蒂利亚-莱昂萨拉曼卡省的一个市镇。 总面积43平方公里，总人口609人（2001年），人口密度14人/平方公里。